# Alva J. Fisher
Alva John Fisher (* 1862; † 1947) war ein US-amerikanischer Ingenieur.
Fisher war Ingenieur in Chicago und erhielt am 9. August 1910 das US-Patent Nr. 966.677 auf eine Waschmaschine mit einem kleinen Elektromotor und einem Reversiergetriebe. Dieses Getriebe bewegt sich mit gleicher Stärke vor- wie rückwärts, wodurch das Klumpen der Wäsche verhindert wird.
Waschmaschinen nach diesem System wurden mindestens seit 1908 unter dem Namen Thor von der Firma Hurley Machine Co. aus Chicago vermarktet. Neben der “1900” Washer Company aus Binghamton (New York) gehörte Hurley damit zu den ersten kommerziellen Herstellern elektrisch angetriebener Waschmaschinen. Daneben erhielt Fischer auch Patente in Großbritannien und Österreich.
Alva J. Fisher wird häufig als „Erfinder“ der elektrischen Waschmaschine genannt.
Er machte in seinen Patenten aber keine derartigen Ansprüche; auch existieren ältere Patente, die Waschmaschinen mit Elektroantrieb zeigen (ebenfalls, ohne dies zu einem zentralen Anspruch zu machen). Mit der allgemeinen Verfügbarkeit von Elektrizität war der Antrieb mechanischer Waschmaschinen (und anderer Haushaltsgeräte) durch Elektromotoren um die Wende vom 19. zum 20. Jahrhundert so naheliegend, dass der tatsächliche Erfinder unbekannt bleiben muss.